# Иванов, Владимир Андреевич (российский футболист)
Владимир Андреевич Иванов (4 сентября 1973) — российский футболист, полузащитник.

## Биография
Воспитанник ленинградской футбольной школы «Смена». Первым профессиональным клубом футболиста стало в 1993 году петербургское «Прометей-Динамо». В 1994—1997 годах выступал за «Гатчину», где трижды забивал по 15 голов за сезон. В 1997—2000 годах играл за другой клуб из северной столицы — «Локомотив», в его составе провёл более 130 матчей в первом дивизионе.
В 2001 году покинул Санкт-Петербург и выступал за «Арсенал» (Тула), «Металлург» (Липецк), «Чкаловец-1936» (Новосибирск) и «Витязь» (Подольск). В составе «Металлурга» в 2002 году, «Арсенала» — в 2003 году и «Витязя» — в 2007 году становился победителем зональных турниров второго дивизиона.
Завершил профессиональную карьеру в 2008 году, впоследствии играл на любительском уровне.
Всего в первенствах России на профессиональном уровне сыграл 504 матча и забил 97 голов, в том числе в первом дивизионе — 167 матчей, во втором — 313 матчей. В Кубке России сыграл 32 матча и забил 5 голов, лучший личный результат — участие в составе «Арсенала» в матче 1/4 финала сезона 2000/01 против «Крыльев Советов».
Окончил Санкт-Петербургскую государственную академию физической культуры имени П. Ф. Лесгафта (2003). Работает детским тренером в ДЮСШ № 2 Василеостровского района Санкт-Петербурга. Приводил свои команды к призовым местам в городских турнирах. Имеет тренерскую лицензию «С».